# Rorik
Rorik (död cirka 880) var en dansk viking, som på 800-talet blev karolingisk lydkung över Frisland. Rorik hade en bror Harald. Förmodligen var Harald Klak deras farbror, och Godfred Haraldsson deras kusin.
År 834 hade Lothar I i revolten mot sin far uppmuntrat Harald att attackera Frankerriket. Efter Ludvig den frommes död fick bröderna Harald och Rorik år 841 Dorestad som förläning. Harald stred 842 i Lothars armé, men dog antagligen kort därefter. Efter Haralds död var Rorik tvungen att lämna Lothars rike. Han var då i Ludvig den tyskes rike hos Saxare, inte långt från gränsen med Danmark.
År 850 gjorde Rorik gemensam sak med kusinen Godfred och återtog Dorestad. Lothar accepterade situationen om Rorik betalade skatt och lovade att skydda området mot vikingattacker. Myntpräglingen i Dorestad kunde fortsätta med Lothars namn i förvanskade former som "IOTAMUS IMP(erator)", dock flydde Utrechts biskop. Dorestads stora ekonomiska makt var redan i avtagande, antagligen genom ändringar i Rhenflodens strömbädd. Vid 860 hade handeln nästan upphört.
År 855 försökte Rorik och Godfred att ta makten i Danmark efter Håriks död, men de misslyckade och återtog samma år Dorestad och antagligen stora delar av nuvarande Nederländerna. År 857 for Rorik med Lothars godkännande mot Hårik II och erövrade området norr om Eider mot Schlei, möjligen inklusive Hedeby. Men under hans frånvaro blev Dorestad utsatt för vikingaattacker. Rorik var nog tvungen att återvända och överge de nya områdena norr om Eider.
År 863 var det en ny vikingaräd mot Dorestad, men Rorik misstänktes ha skyddat sitt eget område genom att skicka vikingarna vidare upp på Rhen, mot Xanten. Hinkmar av Reims hade hört ryktena och skrev två brev om detta, ett till Rorik och ett till biskopen av Utrecht med en uppmuntring att beordra passande botgöring om ryktet var sant. Ur breven framgår att Rorik nyligen hade konverterat och blivit döpt.
Vid fördraget i Meerssen (870) delades Roriks områden på papperet mellan Karl den skallige och Ludvig den tyske. År 873 svor Rorik i Aachen trohet till Ludvig, och det är det sista man hör om honom. Han dog före 882, eftersom hans områden då förlänades till Godfred.